# كراون ريزورتز
كراون ريزورتز ليميتد (بالإنجليزية: Crown Resorts Limited) هي أكبر مجموعة ألعاب وترفيه في أستراليا تمتلك وتدير اثنين من مجمعات الألعاب والترفيه الرائدة في أستراليا، وهما Crown Melbourne و Crown Perth. تم إدراجه في بورصة الأوراق المالية الأسترالية حتى شرائه من قبل مجموعة بلاكستون في يونيو 2022.